# Supercopa d'Espanya de futbol 2011
La Supercopa d'Espanya de 2011 va ser la 26a edició de la Supercopa d'Espanya de futbol, una competició futbolística que enfronta el campió de la lliga espanyola amb el de la copa. En aquesta ocasió es va disputar a doble partit, d'anada i de tornada, entre el campió de la Primera divisió espanyola 2010/11 i el campió de la Copa del Rei de futbol 2010-11. Els partits es van jugar el 14 d'agost al camp del Reial Madrid com a campió de la Copa del Rei i el 17 d'agost al camp del Futbol Club Barcelona com a campió de lliga.
El campió fou el Futbol Club Barcelona, que va superar el R. Madrid per un resultat global de 5-4.

## Partit d'anada
| R. Madrid                  | 2-2 | FC Barcelona          |
| -------------------------- | --- | --------------------- |
| Özil 12' · Xabi Alonso 54' |     | Villa 35' · Messi 44' |

| Reial Madrid | Barcelona |

| Real Madrid:  |    |                   |       |     |
|               |    |                   |       |     |
| POR           | 1  | Iker Casillas (c) |       |     |
| DEF           | 4  | Sergio Ramos      |       |     |
| DEF           | 3  | Pepe              |       |     |
| DEF           | 2  | Ricardo Carvalho  |       |     |
| DEF           | 12 | Marcelo           |       |     |
| MIG           | 14 | Xabi Alonso       | 78'   |     |
| MIG           | 6  | Sami Khedira      | 32'   | 58' |
| MIG           | 22 | Ángel di María    |       | 54' |
| MIG           | 7  | Cristiano Ronaldo |       |     |
| MIG           | 10 | Mesut Özil        |       |     |
| DAV           | 9  | Karim Benzema     |       | 81' |
| Banqueta:     |    |                   |       |     |
| POR           | 13 | Antonio Adán      |       |     |
| DEF           | 15 | Fábio Coentrão    | 90+1' | 54' |
| DEF           | 17 | Álvaro Arbeloa    |       |     |
| DEF           | 19 | Raphaël Varane    |       |     |
| MIG           | 8  | Kaká              |       |     |
| MIG           | 20 | Gonzalo Higuaín   |       | 81' |
| MIG           | 21 | José Callejón     |       | 58' |
| Entrenador:   |    |                   |       |     |
| José Mourinho |    |                   |       |     |

| Barcelona:             |    |                     |       |     |
|                        |    |                     |       |     |
| POR                    | 1  | Víctor Valdés (c)   |       |     |
| DEF                    | 2  | Daniel Alves        | 90+3' |     |
| DEF                    | 14 | Javier Mascherano   |       |     |
| DEF                    | 22 | Éric Abidal         |       |     |
| DEF                    | 21 | Adriano             |       | 62' |
| MIG                    | 15 | Seydou Keita        |       |     |
| MIG                    | 11 | Thiago Alcántara    |       | 58' |
| MIG                    | 8  | Andrés Iniesta      |       |     |
| DAV                    | 9  | Alexis Sánchez      | 55'   |     |
| DAV                    | 7  | David Villa         |       | 73' |
| DAV                    | 10 | Lionel Messi        |       |     |
| Banqueta:              |    |                     |       |     |
| POR                    | 13 | José Manuel Pinto   |       |     |
| DEF                    | 3  | Gerard Piqué        |       | 62' |
| DEF                    | 24 | Andreu Fontàs       |       |     |
| MIG                    | 6  | Xavi                |       | 58' |
| MIG                    | 16 | Sergio Busquets     |       |     |
| MIG                    | 28 | Jonathan dos Santos |       |     |
| DAV                    | 17 | Pedro               |       | 73' |
| Entrenador:            |    |                     |       |     |
| Josep Guardiola i Sala |    |                     |       |     |

| Àrbitres assistents: Victoriano Díaz Casado Manuel Ángel Torre Cimiano Quart àrbitre: José Antonio López Toca |

## Partit de tornada
| FC Barcelona                 | 3 - 2 | R. Madrid                           |
| ---------------------------- | ----- | ----------------------------------- |
| Iniesta 15' · Messi 44', 88' |       | Cristiano Ronaldo 20' · Benzema 81' |

| Barcelona | Reial Madrid |

| Barcelona:             |    |                   |       |     |
|                        |    |                   |       |     |
| POR                    | 1  | Víctor Valdés     | 90+1' |     |
| DEF                    | 2  | Daniel Alves      |       |     |
| DEF                    | 14 | Javier Mascherano | 54'   |     |
| DEF                    | 3  | Gerard Piqué      |       |     |
| DEF                    | 22 | Éric Abidal       |       |     |
| MIG                    | 16 | Sergio Busquets   |       | 84' |
| MIG                    | 6  | Xavi (c)          | 42'   |     |
| MIG                    | 8  | Andrés Iniesta    |       |     |
| DAV                    | 17 | Pedro             |       | 83' |
| DAV                    | 7  | David Villa       | 90+5' | 74' |
| DAV                    | 10 | Lionel Messi      |       |     |
| Banqueta:              |    |                   |       |     |
| POR                    | 13 | José Manuel Pinto |       |     |
| DEF                    | 21 | Adriano           |       | 74' |
| DEF                    | 24 | Andreu Fontàs     |       |     |
| MIG                    | 4  | Cesc Fàbregas     |       | 83' |
| MIG                    | 11 | Thiago Alcántara  |       |     |
| MIG                    | 15 | Seydou Keita      |       | 84' |
| DAV                    | 9  | Alexis Sánchez    |       |     |
| Entrenador:            |    |                   |       |     |
| Josep Guardiola i Sala |    |                   |       |     |

| Real Madrid:  |    |                   |       |     |
|               |    |                   |       |     |
| POR           | 1  | Iker Casillas (c) |       |     |
| DEF           | 4  | Sergio Ramos      | 76'   |     |
| DEF           | 3  | Pepe              | 62'   |     |
| DEF           | 2  | Ricardo Carvalho  |       |     |
| DEF           | 15 | Fábio Coentrão    | 84'   |     |
| MIG           | 14 | Xabi Alonso       |       |     |
| MIG           | 6  | Sami Khedira      | 28'   | 46' |
| MIG           | 22 | Ángel di María    |       | 64' |
| MIG           | 7  | Cristiano Ronaldo | 54'   |     |
| MIG           | 10 | Mesut Özil        | 90+5' | 78' |
| DAV           | 9  | Karim Benzema     |       |     |
| Banqueta:     |    |                   |       |     |
| POR           | 13 | Antonio Adán      |       |     |
| DEF           | 12 | Marcelo           | 90+4' | 46' |
| DEF           | 17 | Álvaro Arbeloa    |       |     |
| DEF           | 18 | Raúl Albiol       |       |     |
| MIG           | 8  | Kaká              |       | 78' |
| DAV           | 20 | Gonzalo Higuaín   |       | 64' |
| DAV           | 21 | José Callejón     |       |     |
| Entrenador:   |    |                   |       |     |
| José Mourinho |    |                   |       |     |

| Àrbitres assistents: Raúl Cabañero Martínez Jorge Canelo Prieto Quart àrbitre: Alonso Vizuete Sánchez |

|                     |
| Campió FC Barcelona |
| (Desè títol)        |